# Djoumvoli
Djoumvoli (ou Djomvolti) est un village de la commune de Mayo-Baléo situé dans la région de l'Adamaoua et le département du Faro-et-Déo, à proximité de la frontière avec le Nigeria.

## Population
En 1971, Djoumvoli comptait 102 habitants, principalement Koutine (ou Pere).
Lors du recensement de 2005, le village comptait 227 personnes, 114 de sexe masculin et 113 de sexe féminin.

## Infrastructures sociales existantes
Le village contient une mosquée, une école publique, un forage et deux moulins. Les villageois vivent, en grande partie, des activités agricoles.